# ناحیه السبورگ، شهرستان سنت لوئیس، مینه سوتا
ناحیه السبورگ (به انگلیسی: Ellsburg Township) یک منطقهٔ مسکونی در ایالات متحده آمریکا است که در شهرستان سنت لوئیس، مینه‌سوتا واقع شده‌است.
 ناحیه السبورگ ۱۸۶٫۵ کیلومتر مربع مساحت و ۲۱۹ نفر جمعیت دارد و ۴۰۹ متر بالاتر از سطح دریا واقع شده‌است.